# Christoph-Probst-Realschule
Die Christoph-Probst-Realschule ist eine von zwei Realschulen in Neu-Ulm. Die Schule wurde nach dem Widerstandskämpfer Christoph Probst benannt.

## Beschreibung
Die Schule wurde 1959 als „Staatliche Realschule Neu-Ulm“ gegründet, anfangs noch ohne feste Unterkunft. Die Unterrichtsräume waren auf vier Gebäude der Stadt verteilt. Nach Jahren in den Räumlichkeiten der heutigen Fachoberschule bezog die Schule ihr heutiges Quartier. Im Jahr 2017 zählte die Schule 631 Schüler.
Der Unterricht wird in den vier Wahlpflichtfächergruppen Mathematik, Wirtschaft, Französisch und Kunst angeboten. In den Klassen 5 und 6 verfügt die Schule über je eine Chorklasse. Die Schule nimmt an Kompass-Projekt des Bayerischen Kultusministeriums teil, das differenzierten Unterricht in Deutsch und Englisch in Klasse 5 und 6 sowie bilingualen Unterricht in Geschichte in Klasse 8 beinhaltet. Zudem ist die Realschule Modellschule für das bayernweite Projekt Sprint, das Kindern und Jugendlichen mit Flucht- und Migrationshintergrund die Chance eröffnen soll, den Realschulabschluss zu erreichen.
2016 wurde die Schule mit einem Preis für „Außerunterrichtliche Aktivitäten“ im Regierungsbezirk Schwaben ausgezeichnet. Gewürdigt wurde dabei unter anderem das Engagement für Flüchtlinge.

## Sonstiges
Da die Sporthalle der Schule bei den Neu-Ulmer Sportvereinen längst als „Halle im Muthenhölzle“ geläufig ist, musste für die im Bau befindliche Dreifachturnhalle im Bereich Muthenhölzle ein anderer Name gefunden werden. Man entschied sich für den früheren Neu-Ulmer Bäcker und Konditor Gustav Benz (1854–1927), der sich in seiner 19-jährigen Tätigkeit als Kommunalpolitiker lange für den Bau der ersten Neu-Ulmer Turnhalle einsetzte.